# Brasserie Thiriez
Pour les articles homonymes, voir Thiriez.
La Brasserie Thiriez est située à Esquelbecq dans le département du Nord. Visant d'abord le marché français, la brasserie exporte aussi des bières en Belgique et aux États-Unis.

## Histoire
La brasserie se trouve à Esquelbecq, dans les Flandres, à 20 km de Dunkerque. Les bâtiments d'origine sont ceux de l'ancienne ferme-brasserie Poitevin, en activité jusqu'en 1945. Après avoir hébergé cinq brasseries (et plusieurs dizaines d'estaminets), le village d'Esquelbecq ne produisit plus de bière pendant près d'un demi-siècle.
En 1996, après une carrière aux ressources humaines dans la grande distribution, Daniel Thiriez décide de s'y installer. La Brasserie Thiriez est créée avec une salle de brassage de 6 hectolitres de marque Velo. La salle de dégustation est aménagée dans une aile de l'ancienne ferme. Les premiers brassins sont commercialisés en janvier 1997.
En 2001, un nouveau bâtiment en bois est construit sur le même terrain. Pendant les premières années, il est utilisé pour le stockage des matières premières et des bières. L'étiquetage et la préparation des livraisons y trouvent leur place. Avec le développement de l'activité et la création de nouvelles bières, les anciens locaux, avec cave et grenier, s'étant révélés peu fonctionnels et trop exigus, une nouvelle salle de brassage de 20 hectolitres est mise en service dans ce bâtiment en juin 2006. Équipée de quatre fermenteurs de 40 hectolitres, elle permit de poursuivre le développement. Installée par la société M.B.A 21, cette brasserie est partiellement automatique. Outre le volume supplémentaire, la nouvelle installation apporte une sécurité et une régularité plus grande à la production.

## Bières

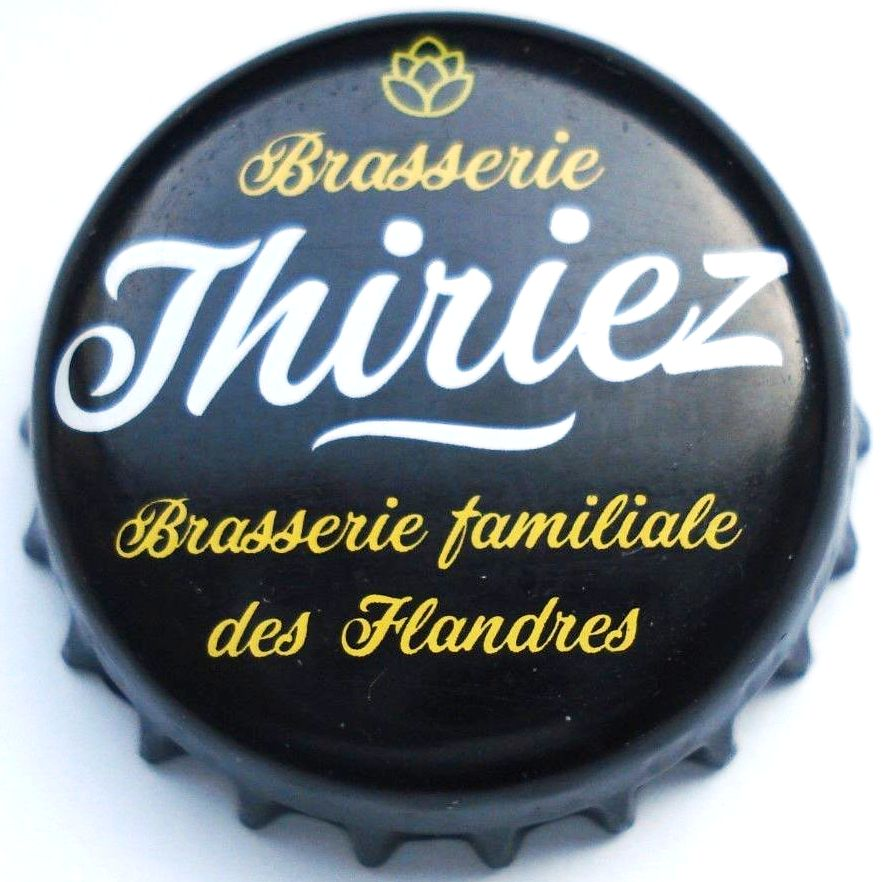
Capsule de la brasserie Thiriez.

À Esquelbecq, toutes les bières sont élaborées selon les mêmes règles. Les ingrédients sont les suivants : eau, pur malt d'orge ou de froment, houblons en pellets, épices (selon les recettes), levure fraîche. Aucun additif, adjuvant ou colorant n'est utilisé.
La technique du brassage par infusion est employée (paliers de température ascendants), suivi de la filtration et de l'ébullition. S'ensuit une fermentation haute (18 à 25 °C selon les bières) en tank cylindro-conique. Vient ensuite une garde froide d'au moins deux semaines puis un soutirage en bouteilles 33 cl, 75 cl, cruchons 2 litres ou fûts.
Les bières ne sont ni filtrées, ni pasteurisées, mais une seconde fermentation a lieu en bouteille. Il s'agit de bières sur lie, "vivantes", leur goût évolue donc avec le temps. Ainsi, il convient de les stocker bouteilles debout pour fixer le dépôt naturel, à l'abri de la lumière.

## Divers
La brasserie Thiriez aide des microbrasseries de la région à démarrer leur production. Daniel Thiriez est le président des Amis de la Bière du Nord Pas-de-Calais.

### La Blonde d'Esquelbecq
La première bière créée par la brasserie, elle en a fait sa réputation et demeure la principale production. Représentée plusieurs fois aux États-Unis.
Orge de printemps à deux rangs, houblons des Flandres.
« Jaune d'Or profond, mousse crémeuse, fine pétillance, notes levurées, soupçon de zeste d'orange, amertume développée. Une bière gourmande, influencée par le style belge »

#### Reconnaissance
- Guide de l'amateur de bière, éditions Solar, 1999.
- Labellisée "Saveur en'Or" (Nord-Pas de Calais) depuis 2006
- Nos bières qui roulent, L'express, 08.07.2014[10]

### L'Ambrée d'Esquelbecq
Issue de la première bière de Noël, elle est brassée depuis 1997.
Un houblonnage plus discret que la Blonde, des malts légèrement grillés pour la couleur, et un soupçon d'épices.
« Robe rouille, mousse aérienne (...), jolis arômes maltés et torréfiés, bouche vivace, à l'amertume bien dosée. Une bière fringante et digeste, sans la moindre lourdeur ».
Label Saveurs en Or depuis 2006.

### La Rouge Flamande
La Rouge Flamande est le nom d'une race de vaches laitières.
La bière, elle, a vu le jour le 28 mars 1999 lors de l'inauguration d'une statue de l'animal, à Bergues. Brassée pour cette occasion à la demande des éleveurs, cette bière d'un jour s'est naturellement installée comme spécialité flamande.
« Plutôt ambrée de robe, son petit nez d'écorces d'agrumes incite à taster une mousse au goût de noisette grillée. Matière éclatante en bouche (...), grâce à une belle harmonie et à de magnifiques notes houblonnées au bouquet fleuri persistant jusqu'en finale ».
Recommandée par la confrérie du Fromage de Bergues.

### La Maline
Cette bière a été mise au point à l'occasion de la bière de Noël 2004. Sa couleur noire a surpris, son goût grillé et boisé, sans être ni amer ni sucré, a enchanté. Début 2005, grâce à un séjour à Charleville Mézières, son nom définitif lui été donné.
C'est un malt torréfié, comme un grain de café, qui donne cette robe si particulière.
Convient particulièrement pour la cuisine à la bière, notamment pour la carbonade flamande.

### Esquelbecquoise
Brassée depuis 1999, l'Esquelbecoise est brassée avec du malt de froment, en complément du malt d'orge.
Modérément houblonnée, donc peu amère, son goût floral est rehaussé par une pincée d'épices.
Elle se rapproche d'une bière blanche, dont elle a la fraîcheur, mais demeure plutôt une blonde, légère, désaltérante et parfumée.

### Bière de Noël
La bière de Noël correspond à une véritable tradition.
À l'entrée de l'hiver, les brasseurs d'antan disposaient enfin de tous les atouts ; matières premières fraiches et temps froid. Ils pouvaient ainsi brasser une bière d'exception, en principe ambrée et plus forte, pour Noël.
À Esquelbecq, une bière spéciale est ainsi créée chaque année, selon l'inspiration du maître brasseur.
Commercialisée à partir de mi-novembre.

### L'Étoile du Nord
Blonde, légère en alcool de type Saison, un houblon aromatique du Kent, utilisé très généreusement lui confère son caractère unique.